# Krooneend
De krooneend (Netta rufina) is een vogel uit de familie van Anatidae (Zwanen, ganzen en eenden). Een volwassen exemplaar is ongeveer even groot als de wilde eend. Het is een schaarse broedvogel in Nederland en Vlaanderen, de soort wordt hier vooral gehouden als siervogel.

## Kenmerken
De vogel is 53 tot 57 cm en heeft een spanwijdte van 85 tot 90 cm. Opvallend aan deze eend is de grote ronde kop en de brede lichte vleugelstreep met smalle zwarte achterrand. Het mannetje heeft een vosrode kop, een koraalrode snavel en een zwarte borst en buik. De rug is lichtbruin en de flanken vuilwit van kleur. Het vrouwtje is effen grijsbruin, van boven donkerder bruin, op de flanken wat lichter. De kruin tot het oog is donkerbruin en daaronder is de kop weer veel lichter grijsbruin. Het vrouwtje heeft een donkere snavel. Het mannetje ziet er in eclipskleed bijna hetzelfde uit, maar houdt de rode snavel.

## Leefwijze
Het voedsel bestaat uit waterplanten, kleine vissen, insecten en andere kleine waterdieren.

## Voortplanting
Het nest wordt gebouwd op een eilandje in de nabijheid van water. Het legsel bestaat uit zes tot twaalf grijsachtige tot lichtgroene eieren, die ongeveer 28 dagen worden bebroed.

## Verspreiding en leefgebied
In West-Europa is het broedgebied sterk versnipperd. Er zijn populaties in Spanje, Frankrijk, de Lage Landen. Verder komt de krooneend voor in delen van Klein-Azië en Midden-Azië tot in NW-China en het westen van Mongolië. In Azië broedende vogels overwinteren rond de Zwarte Zee en de Kaspische Zee, maar ook op het Indische Subcontinent en verder oostwaarts tot in Myanmar
Het leefgebied bestaat uit vrij grote plassen met rijke oevervegetatie van brede rietkragen, baaien, lagunes en zoutmoerassen. De vogel is een planteneter die in ondiep water foerageert op onder ander kranswieren.

### Voorkomen in Nederland
De krooneend is een schaarse broedvogel die in de periode 1990-2010 is toegenomen en daarna gelijk is gebleven. In 2016 werd de broedpopulatie geschat op 440 tot 520 paren. Een broedgebied van oudsher zijn de Vinkeveense Plassen. Ook de Randmeren en enkele andere plassen zijn van belang voor de soort. Met name het Harderbos in Zeewolde staat bekend als een plek waar veel krooneenden in het wild te bekijken zijn. Doorslaggevend hierbij is het herstel van de kranswierenvegetatie.

## Status
De krooneend heeft een groot verspreidingsgebied en daardoor is de kans op de status kwetsbaar (voor uitsterven) gering. De grootte van de populatie is in 2015 geschat op 420-600 duizend vogels. Over trends is weinig bekend, er wordt verondersteld dat de vogel niet bedreigd is.

## Video
- Zwemmende en poetsende krooneenden